# Benito Juárez Nemzeti Park
A Benito Juárez Nemzeti Park Mexikó Oaxaca államának központi részén terül el, a fővárostól, Oaxaca de Juáreztől északra emelkedő Sierra de San Felipe hegyvidéken. Területe négy községre terjed ki: Oaxaca de Juárez, San Agustín Etla, San Andrés Huayápam és San Pablo Etla. Nevét Oaxaca híres szülöttéről, Benito Juárezről, Mexikó egykori elnökéről kapta.

## Jellemzői
A 27,37 km²-es nemzeti park teljes területe erdős hegyvidék, lakott területekre egyáltalán nem terjed ki. A hegyek lábánál fekvő főváros kb. 1550 méterrel fekszik a tengerszint felett, de a park hegyei között 3100 m fölé nyúlóakat is találhatunk. A hőmérsékleti átlagok 18 °C és 30 °C között változnak, a csapadék éves mennyisége kb. 700 mm. Számos patak mellett fő folyói a Huayápam és a San Felipe, melyekben bár kevés víz folyik, de kiszáradni nem szoktak.

## Élővilág
A területet többnyire fenyvesek és magyaltölgyerdők borítják, jellemző fenyőfajai a Pinus devoniana, a Pinus oocarpa, a Pinus teocote és a Montezuma-fenyő, összesen 568 növényfajt figyeltek meg. Az itt élő állatfajok száma sem alacsony: 18-féle kétéltű-, 39 hüllő- és 231 madárfaj fordul elő a területen (utóbbiak közül kiemelendők a gezerigófélék), emellett 62 emlősfajt is leírtak, köztük repülőmókusokat, a pumát, az oncillát és a fehérfarkú szarvast.

## Fenyegetettség
A nagyváros közelsége miatt igen gyakori az illegális favágás, sőt, erdőirtás, az engedély nélküli vadászat és legeltetés, emellett időnként tűzvészek is pusztítanak a területen. A San Felipe folyó vizének egy részét pedig csővezetéken Oaxaca de Juárez vízellátásának érdekében elvezetik (már évszázadokkal ezelőtt építettek egy vízvezetéket, ma modern csőrendszert használnak). A fakitermelés eredményeként az eredeti élővilág megváltozott, a mezőgazdasági területek terjedésével pedig többhelyütt a talaj is pusztulásnak indult. Főként San Andrés Huayápam környékén pedig a fagyöngy egyre gyorsabb terjedése veszélyezteti az erdőket.